# Salvador Fà i Llimiana
Salvador Fà i Llimiana (Tarragona, 1933-2009) fou un coreògraf i director de danses, que des del 1982 va dirigir l'Esbart Dansaire de Tarragona.

## Biografia
El mestre i coreògraf Salvador Fà i Llimiana va néixer a Tarragona l'any 1933, i ben aviat es va iniciar en el món de la dansa catalana. Ja als 10 anys va ingressar en el que aleshores era anomenat Esbart Dansaire de Tarragona "de Educación y Descanso" que en aquella època estava dirigit per Esteve Pons. Una vegada iniciat a la dansa catalana, comença el seu interès per la dansa i assisteix a algunes classes de dansa de tots els gèneres a diferents acadèmies. Més endavant i ja interessat pel que era la dansa catalana, va rebre formació i ensenyament dels mestres Màrius Blanch (director i coreògraf de l'Esbart Sabadell Dansaire) i del mestre Manel Comes (que va ser director i coreògraf de l'Esbart Verdaguer i de l'Esbart Montserrat de Barcelona en aquelles èpoques). Més endavant també va rebre lliçons del mestre i coreògraf internacional Juan José Linares i Martiáñez. I finalment del mestre de danses tarragoní Domènech Aleu, que va ser el que el va animar i proposar per a dirigir el Grup de l'Acció Catòlica de Valls. Al juny de 1953, amb 20 anys, en Salvador Fà va debutar com a director de danses al grup esmentat. Ben aviat, i després de l'experiència del grup dirigit a Valls, l'any 1956, la junta directiva de l'Associació dels antics alumnes del Col·legi La Salle de Tarragona li encomana la direcció del recentment format Esbart "La Salle" de Tarragona. Per circumstàncies que desconeixem l'Esbart "de Educación y Descanso" va desfer-se l'any 1958, i amb motiu de la celebració a Madrid l'any 1959 de la 1a demostració sindical del 1r de Maig per part de l'Obra Sindical de "Educación y Descanso" varen demanar-li que el refongués amb el de La Salle per tal de representar a la ciutat de Tarragona en aquell festival. Així es va fer i els va dirigir fins al 1967 amb el nom d'Esbart Dansaire de Tarragona de E. y D.
La junta parroquial de la població de Vilabella el va proposar per a crear l'Esbart Dansaire de Vilabella l'any 1968, i va ser director d'aquest esbart al llarg de 14 anys, sent l'iniciador dels Festivals de Folklore Català de l'Hort de l'Abadia de Vilabella (i que encara avui en dia es continuen realitzant).
En Salvador Fà col·labora en tot allò relacionat amb la dansa catalana. Amb motiu de passar les vacances d'estiu a la població de L'Aleixar, i a petició dels vilatans va fundar el Grup de Danses de L'Aleixar, dirigint-lo durant 8 anys. A partir d'aquest moment, molts esbarts de les comarques tarragonines li van demanar que els dirigís, a causa de la seva categoria i del fet que era d'aquestes terres. Així doncs va arribar a dirigir simultàniament i en diferents etapes l'Esbart Marçalenc de Marçà, el Grup de Danses de Torredembarra, l'Esbart Sant Isidre de Falset, el Grup Folklòric de Riudoms, l'Esbart Dansaire de Vilabella, el Grup de Danses de L'Aleixar i alguns més esporàdicament de les comarques de Tarragona. Al mateix temps col·laborava en muntar danses o amb directors d'esbarts d'arreu de Catalunya i fins i tot d'arreu de l'estat espanyol, que el coneixien de la seva època anterior de l'Esbart Dansaire de Tarragona.
L'Ajuntament de Salomó li va fer l'encàrrec de la creació de la coreografia del Ball del Sant Crist. Així doncs l'any 1972 a l'interior del Temple Parroquial es va representar per primera vegada el Ball del Sant Crist de Salomó amb la coreografia d'en Salvador Fà.
Tot i que després de deixar l'Esbart Dansaire de Tarragona, es va dedicar a fundar i dirigir diversos esbarts fora de la ciutat, no va deixar de treballar per la dansa Tradicional Catalana a Tarragona, i així va ser el promotor i director, de la Ballada de Danses Catalanes al Festival de Cors de Clavè i Danses Catalanes que cada any organitzava el Cor l'Àncora de Tarragona amb motiu de les Festes de Santa Tecla de la ciutat, que es van celebrar des de l'any 1977 fins a l'any 1988, i en el que es va encarregar de portar diferents grups folklòrics a la ciutat.
També durant aquests anys es va encarregar de crear diferents coreografies per a sarsueles (Don Manolito o Molinos de Viento p.e.) per a ser representades per la Companyia del Teatre Metropol de Tarragona, així com la creació de danses per al final de curs de diferents escoles de Tarragona.
L'any 1982, i a petició dels seus familiars i de molts antics dansaires del desaparegut Esbart Dansaire de Tarragona, va refundar aquest esbart.
L'any 1980 per les seves grans relacions en el món del folklore va ésser requerit a Madrid per Jesus Ayllon, Juan José Linares i Gonzalo Talamante per tal d'estudiar la formació d'una Federació Estatal. L'any 82 va assistir a Navacerrada a una segona i l'any 1983 va participar al monestir d'El Escorial (Madrid) en la creació de la Federacion Española de Agrupaciones de Folklore, de la que va formar part de la directiva durant 14 anys.
En els anys 1983-84 va col·laborar molt activament amb els seus coneixements del folklore català i de la seva ciutat - per petició del que era el Regidor de Cultura de l'Ajuntament de Tarragona -, en el ressorgiment del Seguici Popular, així com en la recuperació del Ball de Gitanes de Tarragona, datat l'any 1577. També va col·laborar molt activament en aquella època en la instauració de les Mostres de Folklore Viu de Tarragona que encara es realitzen per Santa Tecla.
L'any 1985 també va ser present a Manresa, representant al mateix esbart, a la fundació de l'Agrupament d'Esbarts Dansaires.
L'any 1992 va ser l'organitzador de la primera Trobada d'Esbarts de Veterans, creant un roda d'actuacions que encara avui en dia funciona, i participant en ella diferents esbarts de les nostres terres i del sud de França. L'any 1997 es va estrenar el Ball de la Candela de L'Ametlla de Mar, recuperat per en Salvador Fà, per encàrrec de l'Ajuntament d'aquesta ciutat que no el veia ballar des de feia més de 100 anys.
Avui en dia es dedica a la Direcció de l'Esbart Dansaire de Tarragona, però caldria destacar altres dades referents a la seva dedicació a la Dansa Tradicional Catalana i a la seva importància com a director i coreògraf.
Els seus coneixements del folklore tant de Catalunya com de la resta de l'Estat espanyol, l'han portat a ser convidat a participar com a jurat a nombrosos concursos de folklore nacionals, i a tall d'exemple, el fer de jurat en un Concurs de Dansa Popular celebrat a Santander en el que hi prenien part balladors sords-muts.
Durant aquests anys en el repertori de l'Esbart Dansaire de Tarragona s'han pogut incloure diferents danses de creació fetes per en Salvador Fà com poden ser Variacions del Ball Pla, Reminiscències, Suit Marinera i Recull Popular entre d'altres, i també va crear tres espectacles que sota un fil conductor va presentar amb els noms d'Història de Catalunya amb Danses, Antologia del Carnaval i Mil anys amb danses.
A banda del mencionat Ball de la Candela de L'Ametlla de Mar ha estat recuperador del Ball de Punteta i de Taló de Tarragona, el Ball de Gitanes de Tarragona, de la Jota de Bítem i del Ball de Santa Tecla de Tarragona (que encara no s'ha arribat a estrenar i que resta al seu arxiu personal). També ha ajudat a la recuperació d'un ball que encara no ha sortit per les festes de Santa Tecla a Tarragona, però que ja compta amb el vistiplau de la Comissió assessora del Seguici popular d'aquesta festa i que es tracta Ball dels Set pecats Capitals de Tarragona.
Ha estat director artístic i coordinador a Tarragona de tres Festivals Internacionals de Folklore, 14 Edicions del Festival de Primavera de Danses que se celebra cada any per Sant Jordi, 4 Mostres de Danses organitzades pel Patronat Municipal de Turisme, i moltes trobades i intercanvis de grups de Veterans, Cossos de Dansa i Infantils amb grups d'arreu de Catalunya.
Sent director de l'Esbart Dansaire de Tarragona ha portat el folklore català a més de 40 ciutats de l'Estat Espanyol, i a França, Itàlia, Àustria i Turquia, en tots els casos amb invitacions dels grups organitzadors que han reconegut la categoria del grup que dirigeix.
Sota la seva supervisió s'ha editat un llibre de coreografies de Danses Tradicionals Catalanes que inclou 12 danses amb la seva història, coreografia, compassos i gràfics.
També ha supervisat i dirigit l'edició d'un CD amb 12 danses interpretades per la Cobla Contemporània de Sabadell i la direcció Musical de Jordi Núñez i Pallarola.
Ha format a diferents mestres de danses a l'Esbart Dansaire de Tarragona, donant-los cursos amb la col·laboració de reconeguts professionals de dansa, ballet, música i gimnàstica per a preparar-los per a dirigir el folklore català en un futur.
Ha participat amb la cessió de dades de la Història dels Esbarts a Tarragona per al llibre editat pel Centre de Promoció de la Cultura Popular i Tradicional Catalana amb motiu del Centenari dels Esbarts.
El 16 de juliol del 2009 ens va deixar després d'una malaltia que li impedí seguir amb normalitat la seva tasca durant els darrers mesos.
Salvador Fà ha ensenyat dansa catalana a innumerables alumnes, posseïa una gran quantitat de documentació relacionada amb el món del folklore i partitures i coreografies escrites de moltes danses catalanes.

## Reconeixements
Salvador Fà ha rebut en aquests últims anys nombrosos reconeixements, tots ells per la seva tasca de direcció, recuperació i ensenyament de la Dansa Catalana, entre els quals cal destacar com a més importants:
És soci d'Honor de l'Esbart Dansaire de Vilabella, del Grup de Danses de l'Aleixar i de l'Esbart Dansaire de Tarragona.
El 15 de novembre de 1992 es fa un homenatge amb motiu dels seus quaranta anys com a director d'esbarts i s'adhereixen entre altres entitats i personalitats les següents: Esbart Montpedros de Santa Coloma de Cervelló, Esbart Sabadell Dansaire de Sabadell, Esbart Sant Marçal de Cerdanyola del Vallès, Esbart Sant Cugat de Sant Cugat del Vallès, Grup Ntra. Sra. de l'Alegria de Monzón (Osca), Esbart Lleidatà de Dansaires de Lleida, Grup Arcude de la Vall d'Uixó (Castelló), Grupo Cantigas e Flores de Lugo (Galícia), Grupo Semillas Del Arte de Madrid, Grupo Doña Urraca de Zamora, Grupo Virgen Del Campo de Cabezon de la Sal, Grup Renfe de Alcazar de San Juan Castilla-La Mancha, Esbart Dansaire de Vilabella (Alt Camp), Grup De Danses de L'Aleixar (Baix Camp), Acadèmia Ballet Estudi Artemis de Tarragona, Patronat Del Ball Del Sant Crist de Salomó, Ateneu de Tarragona, Casal Parroquial de Vilabella, Grup Socialista de L'Ajuntament de Tarragona, Grup de Convergència de L'ajuntament de Tarragona, Grup Unió Democràtica L'Ajuntament de Tarragona, Grup Mixt de L'Ajuntament de Tarragona, Associació De Sant Roc Del Cos Del Bou de Tarragona, Federació Espanyola D'Agrupacions de Folklore (FEAF), Patronat Municipal de Turisme de Tarragona, Cobla La Principal del Llobregat de Cornellà, Joan Miquel Nadal I Malé Alcalde de Tarragona, Joan Tortajada Cultura Generalitat a Tarragona, Tomàs Manyosa I Ribatallada de Sabadell, Setmanari Clàxon de Tarragona, Diari de Tarragona, 
L'any 1998 va rebre de l'Ajuntament de Tarragona el Diploma de Serveis Distingits. També va rebre el mateix any el diploma de reconeixement del Patronat Municipal de Turisme de Tarragona
El 19 de maig de 1999 el Departament d'Ensenyament de la Generalitat de Catalunya li va concedir l'Habilitació Específica per Impartir docència com a Professor de Danses Tradicionals i Folklòriques en Acadèmies de Dansa sense la necessitat de fer-li cap mena de prova, només amb l'acreditació dels seus mèrits, sent de les poques persones que posseeixen aquest títol.
El 8 de novembre del 2003 amb motiu de la celebració dels 50 anys de dedicació a l'ensenyament de Danses del Mestre Salvador Fà i Llimiana, el nostre Esbart li organitza un merescut homenatge que es desenvolupà en dues parts. La primera va consistir en un Festival - Homenatge al Teatre Metropol en el que va fer-se un recorregut per la vida d'en Salvador interpretant les coreografies creades per ell i que va estar acompanyat de persones i entitats que es varen voler sumar en l'homenatge. Aquests van ser l'Esbart Dansaire de Vilabella, el Grup de Danses de l'Aleixar, les seccions juvenils, Cos de dansa i Veterans de l'Esbart Dansaire de Tarragona, la Colla Jove dels Xiquets de Tarragona que varen fer-li un pilar de quatre en l'escenari del Teatre, el Ball de Gitanes de Tarragona, un grup d'antics Dansaires dels anys cinquanta, el Familiars del Salvador, un Grup de l'Escola de Dansa Artemis, el Grup Cooperativa Folk, el Grup de Grallers Els Bordons, i la presentació va anar a càrrec de l'Enric Pujol. Aquest acte que va resultar molt emotiu va estar presidit en l'escenari per una gran pancarta amb la seva fotografia que recordava el motiu de l'acte. Cal fer notar de què la Sala del Teatre estava plena d'Autoritats representants d'Entitats i amics del Salvador que varen acompanyar-lo en tot moment. En acabar el Festival l'Esbart Dansaire de Tarragona va fer-li un reconeixement especial pels seus anys de dedicació al Grup amb l'atorgament de la Medalla d'Or d'Entitat. La segona part de l'homenatge va consistir en un sopar a l'Hotel Ciutat de Tarragona al que varen acudir més de 220 persones vingudes de tots els punts de Catalunya i de l'Estat Espanyol. En acabar tan diverses personalitats, així com entitats o els seus representants varen participar en l'entrega de diversos records en el reconeixement a la seva tasca i on es va poder copsar l'estima que es té al Salvador.
El 25 de setembre de 2006 va ser guardonat amb la Creu de Sant Jordi per part de la Generalitat de Catalunya per la seva tasca d'ensenyament i difusió de la Dansa Catalana al llarg de més de mig segle.